# Kotjan
Kotjan (bulgariska: Кочан) är ett distrikt och en by i kommunen Obsjtina Satovtja och regionen Blagoevgrad i sydvästra Bulgarien med 2 394 invånare (2016), som är alla muslimska bulgarer.

## Historia
De första människorna bosatte sig i närheten av Kotjan för 5000 år sedan. Arkeologer har hittat en by som ligger 2 km öster om Kotjan och som har existerat från 3000 f.Kr. till 1100-talet. Trakerna byggde 18 byar till i Kotjans närhet.
Området erövrades av Filip II av Makedonien, sedan av romarna på 100-talet. Efter dem kom bysanterna och mellan 836 och 852 bulgarerna. Islam kom till Kotjan mellan 700-talet och 1000-talet från Arabien. Efter detta kontrollerades området av Bysantinska riket och Andra bulgariska kungariket. På 1400-talet tog turkarna över Kotjan och byggde en stor moské. Kotjan stannade inom Osmanska riket till 1912. Efter Första Balkankriget förblev Kotjan en del av Bulgarien.
Den bulgariska regeringen tvingade alla muslimska bulgarer att konvertera till kristendom åren 1912-1913; då flyttade många av Kotjans invånare till Turkiet. Efter Balkankrigen konverterade alla återigen till Islam.

## Befolkning
1873 fanns det 100 hus i Kotjan och 312 manliga invånare. Under slutet av 1900-talet bodde 312 män i 100 hus i Kotjan. 1900 bodde 773 muslimska bulgarer (båda män och kvinnor) i Kotjan.

### Befolkningsutveckling
| Befolkningsutvecklingen i Kotjan 1934–2016 | Befolkningsutvecklingen i Kotjan 1934–2016 | Befolkningsutvecklingen i Kotjan 1934–2016 | Befolkningsutvecklingen i Kotjan 1934–2016 | Befolkningsutvecklingen i Kotjan 1934–2016 |
| ------------------------------------------ | ------------------------------------------ | ------------------------------------------ | ------------------------------------------ | ------------------------------------------ |
|                                            |                                            |                                            |                                            |                                            |
| År                                         |                                            |                                            | Folkmängd                                  |                                            |
| 1934                                       | 1934                                       |                                            | 1 313                                      |                                            |
| 1946                                       | 1946                                       |                                            | 1 496                                      |                                            |
| 1956                                       | 1956                                       |                                            | 1 675                                      |                                            |
| 1965                                       | 1965                                       |                                            | 2 152                                      |                                            |
| 1975                                       | 1975                                       |                                            | 2 780                                      |                                            |
| 1985                                       | 1985                                       |                                            | 2 795                                      |                                            |
| 1992                                       | 1992                                       |                                            | 3 130                                      |                                            |
| 2001                                       | 2001                                       |                                            | 3 043                                      |                                            |
| 2011                                       | 2011                                       |                                            | 2 615                                      |                                            |
| 2016                                       | 2016                                       |                                            | 2 394                                      |                                            |
|                                            |                                            |                                            |                                            |                                            |

## Utbildning
Innan 1925 fanns det i Kotjan en islamisk skola i moskén. Den första bulgariska skolan öppnade år 1925. Det finns gymnasium i Kotjan sedan 1973.